# It's Alright, It's OK
"It's Alright, It's OK" je prvi singl skinut s drugog studijskog albuma Guilty Pleasure američke pop pjevačice Ashley Tisdale. Pjesmu su napisali i producirali članovi švedskog producentskog tima Twin.

## Informacije o pjesmi
Pjesma je izdana 14. travnja 2009. godine kao glavna pjesma albuma s Guilty Pleasure. Ashley je pjesmu prvi puta izvela na On Air with Ryan Seacrest.

### Promocija
Ashley je izvela pjesmu s ostalim pjesmama s albuma na 2009 KISS Concert 17. svibnja 2009. te na Viva Comet Awards 2009, 29. svibnja 2009.

## Videospot
Videospot je snimljen pod redateljskom palicom Scott Speera 24. ožujka 2009. na Beverly Hillsu. U videu se pojavljuje Adam Gregory kao njen bivši dečko koji ju vara.
Video počinje tako da njen dečko koji je vara napušta svoju kuću, a ona nalazi ključ. Ona uzima fotografije na kojima su brazilski modeli. Na kraju videa, njen bivši se vraća sa svojom novom djevojkom te nalazi fotoaparat s porukom "It's Alright It's OK" koju je napisala Ashley, zbog koje ga njegova djevojka ostavlja.

## Popis pjesama
| Maksi CD 1. "It's Alright, It's OK" (singl verzija)—2:59 2. "Guilty Pleasure" —3:16 3. "It's Alright, It's OK" (Dave Audé Radio Mix)—6:57 4. "It's Alright, It's OK" (Johnny Vicious Radio Mix)—6:51 5. "It's Alright, It's OK" (Videospot)—3:15 CD singl 1. "It's Alright, It's OK" (singl verzijan)—2:59 2. "Guilty Pleasure" —3:16 | EP s remiksevima 1. "It's Alright, It's OK" (Dave Audé Radio)—3:57 2. "It's Alright, It's OK" (Johnny Vicious Radio)—3:19 3. "It's Alright, It's OK" (Von Doom Radio)—4:15 Wal-Mart CD singl 1. "It's Alright, It's OK" (singl verzija)—2:59 2. "It's Alright, It's OK" (Videospot)—3:15 |

## Pozicija pjesme na top listama
| Top lista (2009.)                   | Pozicija pjesme |
| ----------------------------------- | --------------- |
| Austrija                            | 5               |
| Češka                               | 37              |
| Europa                              | 38              |
| Finska                              | 20              |
| Kanada                              | 74              |
| Njemačka                            | 12              |
| SAD (Billboard Hot 100)             | 99              |
| SAD (Billboard Pop 100)             | 71              |
| SAD (Billboard Hot Dance Club Play) | 19              |
| Slovačka                            | 12              |
| Švedska                             | 38              |
| Švicarska                           | 30              |
| Ujedinjeno Kraljevstvo              | 107             |

## Datum izdavanja
| Država     | Datum              | Izdavačka kuća      | Format                    |
| ---------- | ------------------ | ------------------- | ------------------------- |
| Kanada     | 13. travnja, 2009. | Warner Bros Records | Digitalni download, radio |
| SAD        | 14. travnja 2009.  | Warner Bros Records | Digitalni download, radio |
| Španjolska | 14. travnja 2009.  | Warner Music        | Digitalni download, radio |
| Čile       | 14. travnja 2009.  | Warner Music        | Radio, digitalni download |
| Mađarska   | 15. travnja, 2009. | Warner Music        | Digitalni download        |
| Francuska  | 16. travnja, 2009. | Warner Music        | Digitalni download        |
| Njemačka   | 16. svibnja, 2009. | Warner Music        | Digitalni download        |
| Njemačka   | 29. lipnja, 2009.  | Warner Music        | CD singl                  |
| UK         | 14. travnja, 2009. | Warner Music        | Digital download          |
| UK         | 1. lipnja, 2009.   | Warner Music        | CD Singl, radio           |